# WWE World Heavyweight Championship
Het World Heavyweight Championship was een professioneel worstelkampioenschap van WWE.
Het World Heavyweight Championship was tussen 2002 en 2013 samen met het WWE Championship het hoogst aangeschreven kampioenschap in de WWE. De titel was het laatste ontwerp van de beroemde Big Gold Belt of Golden Belt, de titelriem die alreeds in 1985 werd opgericht. Edge staat te boek als recordhouder met zeven overwinningen. 
In december 2013 besloot de WWE om de titel op te bergen en door te gaan met het WWE Championship. Deze fusie voltrok zich middels een Tables, Ladders and Chairs match tussen Randy Orton en John Cena bij het gelijknamig evenement. Orton en Cena waren respectievelijk de WWE Champion en World Heavyweight Champion van dat moment. In 2016 riep de worstelpromotie een nieuw kampioenschap in het leven, het Universal Championship. Deze titel, met Finn Bálor als inaugurele winnaar, wordt bekampt door worstelaars in het televisieprogramma Monday Night Raw. Het gefusioneerde WWE (World Heavyweight) Championship is voortaan exclusief te zien in het programma Tuesday Night SmackDown! Live. 

## Geschiedenis
Het kampioenschap werd oorspronkelijk vertegenwoordigd door de Big Gold Belt, een iconische worstelriem die voorheen de NWA World Heavyweight Championship en later de WCW World Heavyweight Championship vertegenwoordigde. In 2003, een aantal maanden nadat de titel was geherintroduceerd, werd de riem omgebouwd van het originele ontwerp om een nieuw WWE-logo bovenaan de riem te hebben en een lichte ronding in de platen aan de zijkant.
Het is duidelijk niet te betwisten dat de huidige World Heavyweight Championship riem een ontwerp heeft dat geïnspireerd is door de "Big Gold Belt", maar op het kampioenschap in de lijn van de twee voorgaande titels moet worden gezien is punt van discussie. In december 2001 werd het WCW World Heavyweight Championship (toen simpel bekend als het "World Championship") samengevoegd met het WWF Championship, waardoor het WWF Undisputed Championship ontstond. Deze gebeurtenis vond plaats op 9 december 2001 toen Chris Jericho The Rock versloeg om het World Championship in bezit te krijgen en later die avond de WWF Champion Stone Cold Steve Austin versloeg om te twee titels samen te voegen. Vanaf dit moment waren de titels samengevoegd en werden ze samen het Undisputed Championship genoemd, hoewel het in principe één kampioenschap was omdat de twee titels altijd samen werd verdedigd. De twee riemen werden vervangen voor een riem op 1 april 2002 toen Ric Flair (toen de mede-eigenaar van de WWF) de toenmalige kampioen Triple H een nieuwe riem aanbood. Tijdens het begin van de verdeling van de roosters over twee shows, toen Raw en SmackDown! in principe twee verschillende worstelpromoties werden werd het Undisputed Championship, samen met het WWE Women's Championship op beide shows verdedigd zodat de titel de belangrijkste titel van zowel Raw als SmackDown! vertegenwoordigde.
In augustus 2002 verklaarde de WWE Undisputed Champion Brock Lesnar dat hij alleen op SmackDown! zou worstelen en zijn titel niet langer op Raw of tegen Raw-worstelaars zou verdedigen. Als antwoord hierop introduceerde de toenmalige General Manager van Raw Eric Bischoff op 2 september 2002 het World Heavyweight Championship als de nieuwe belangrijkste titel voor Raw. Bischoff reikte de titel, met een soortgelijk ontwerp als de oude WCW-riem, uit aan Triple H omdat hij de laatste man was die de titel had gedragen als referentie naar het feit dat Triple H de laatste was die de WCW-titel had gehad als kampioen. Verder had Triple H ook nog recht op een titelkans op de titel van Lesnar voor dat deze exclusief voor SmackDown! tekende.
Volgend op het ontstaan van het World Heavyweight Championship en de creatie van een aparte set van tag-team titels voor SmackDown! werden de twee sets van tag-team titels vernoemd om zo de namen van de belangrijkste titels te spiegelen: het WWE World Tag Team Championship werd het World Tag Team Championship, waar de nieuwe titels de "WWE" in hun naam kregen (WWE Tag Team Championship). Toen de twee belangrijkste singles titels van show veranderden bleven de namen van het tag-team titels hetzelfde. De twee belangrijkste titels bij de vrouwen (Divas) werden WWE Women's Championship en de WWE Divas Championship.
Het World Heavyweight Championship werd oorspronkelijk beschouwd als de mindere van de twee kampioenstitels, maar werd uiteindelijk tot de belangrijkste van het WWE Championship. Toen tijdens de Draft in 2005 de twee belangrijkste titels van show veranderden waarbij de WWE Champion John Cena naar Raw verplaatst werd als de eerste keuze in de trekking en de World Heavyweight Champion Batista naar SmackDown!, veranderde dit. In de vier weken durende periode tussen de eerste en de laatste trekking hield Raw beide grote titels terwijl SmackDown! er geen had, waardoor de General Manager van SmackDown! Theodore Long probeerde om een derde wereldtitel te maken, maar dit bleek uiteindelijk niet noodzakelijk toen Batista naar SmackDown! kwam.
Batista behield de titel voor de rest van het jaar, maar werd op 10 januari 2006 gedwongen om de titel op te geven, nadat hij de laatste maanden van zijn titelperiode al met een blessure had gewerkt. Eddie Guerrero zou de titel waarschijnlijk van Batista hebben gewonnen zodat hij van zijn blessure kon herstellen. In een schokkende wending werd op de dag van de opnames (SmackDown! werd vlak na ECW, dat live op dinsdag werd uitgezonden, opgenomen) op internet bekendgemaakt wie de nieuwe kampioen was. De WWE had dit willen voorkomen omdat zulke verhalen de kijkcijfers negatief zouden kunnen beïnvloeden. Wat nog grotere verrassing was, was het feit dat de nieuwe kampioen, Kurt Angle, op dat moment een Raw-worstelaar was.
Angle maakte de week erna op Raw bekend, waarvoor hij nog tegen Shawn Michaels moest vechten, dat hij een contract voor SmackDown! had geregeld nadat hij van Batista's blessure had gehoord en het feit dat zijn Raw contract was verlopen aan het eind van het voorgaande jaar (hoewel Angle voor Raw bleef worstelen voor meerdere weken nadat zijn contract was verlopen werd niet uitgelegd), omdat onderhandelingen over een contractverlenging gestopt waren na het ontslag van General Manager Eric Bischoff.
De toenmalige kampioen Rey Mysterio vocht tegen Sabu tijdens ECW One Night Stand 2006 wat eindigde in een gelijkspel nadat beide mannen ongeschikt werden geacht om door te gaan door de medische staf.